# 唐奕 (围棋棋手)
唐奕（1988年1月22日—），中国职业围棋棋手，上海人，1995年开始学习围棋，2002年入段，2007和2009年两次夺得全国围棋个人赛女子组冠军。2010年获得广州亚运会围棋女团银牌。
2016年5月升为三段。同年击败上届四强安国铉，成为第三届百灵杯世界围棋公开赛32强唯一女棋手。